# James MacMillan
James MacMillan CBE (Kilwinning, Regne Unit, 16 de juliol de 1959) és un compositor i director d'orquestra escocès.

## Biografia
Malgrat haver nascut a Kilwinning, Ayrshire and Arran, va viure a Cumnock, East Ayrshire, fins al 1977. Estudià composició a la Universitat d'Edimburg amb Rita McAlister. Estudià a la Universitat de Durham amb John Casken i es va graduar el 1987. Va ser professor de música a la Universitat de Manchester entre 1986 i 1988.
Després dels estudis, MacMillan retornà a Escòcia, on va compondre de manera prolífica, i ensems era compositor associat amb l'Scottish Chamber Orchestra, sovint treballant en projectes d'educació. A causa de l'èxit creixent la BBC Scottish Symphony Orchestra li van estrenar The Confession of Isobel Gowdie en The Proms de 1990. Isobel Godwie fou una de les moltes dones executades per bruixeria en el segle xvii a Escòcia. El reconeixement internacional de l'obra Veni, Veni, Emmanuele, estrenada el 1992, impulsà més comissions d'alt perfil a Escòcia tant per MacMillan com per Evelyn Glennie malgrat que MacMillan realitzà la majoria del treball.
Mstislav Rostropóvitx li proposà compondre un Concert per a violoncel, que fou estrenat pel mateix Rostropóvitx el 1997. Els seus èxits més recents inclouen la seva segona òpera  The Sacrifice, encarregada per l'Òpera Nacional de Gal·les, la tardor del 2007, que guanyà el Premi de Royal Philharmonic Society i l'Orquestra Simfònica de Londres i l'Orquestra Simfònica de Boston l'interpretaren conjuntament la Passió segons Sant Joan.

## Obres
- After the Tryst (violí i piano - (1988)
- The Confession of Isobel Gowdie; (orquestra - (1990)
- The Berserking (piano concert - 1990)
- Veni, Veni, Emmanuel (concert de percussió (1992)
- Seven Last Words from the Cross?? (cantata per a cor i cordes (1993)
- Inés de Castro (òpera, llibret John Clifford (1991-95)
- Britannia! (orquestra, 1994)
- The World's Ransoming (cor anglès i orquestra, 1997)
- Cello concert (1997)
- Symphony Vigilia (1997)
- Quickening (solistes, cors, orquestra (1998)
- Mass (cor, orgue, 2000)
- Sonata per a Cello núm. 2 dedicada a Julian Lloyd Webber
- The Birds of Rhiannon (orquestra amb cors optionals, text Michael Symmons Roberts, 2001)
- O Bone Jesu (2001)
- Concert per a piano núm. 2 (2003)
- A Scotch Bestiary (orgue i orquestra, 2004)
- Sundogs (2006)
- The Sacrifice (2007)
- St John Passion (2008)
- Concert per a piano núm. 3 "The Mysteries of Light" (2008)
- Concert per a violí (2009)
- Concert per a oboè (2010)
- Clemency (2011)
- Woman of the Apocalypse (2012)
- St Luke Passion (2013)
- Concert per a viola (2013)
- Percussion Concerto No. 2 (2014)
- Simfonia núm. 4 (2015)
- Since it was the day of preparation (2016)
- European Requiem (2017)
- Stabat Mater (2017)